# جون ماكسويل (ضابط بريطاني)
```
الجنرال 
السير جون جرينفيل ماكسويل
، (11 يوليو 1859 - 21 فبراير 1929) كان ضابطًا في 
الجيش البريطاني
 وحاكمًا استعماريًا. خدم في 
الحرب المهدية
 في 
السودان
، 
وحرب البوير الثانية
، وفي 
الحرب العالمية الأولى
، وهو معروف بأمره بإعدام قادة 
حرب الاستقلال الأيرلندية
 في أيرلندا عام 1916. تقاعد في عام 1922.
```

## النشأة
ولد ماكسويل في أيجبورت، ليفربول، في 11 يوليو 1859 لعائلة تعتنق البروتستانتية الاسكتلندية. التحق بمدرسة في كلية شلتنهام، ودرس في الكلية العسكرية الحربية، ساندهيرست، من عام 1878، وتم تكليفه في القدم 42 (رويال هايلاندرز) في عام 1879.

## حياته العسكرية
في عام 1882 كان ماكسويل جزءًا من قوة Wolseley الاستكشافية إلى مصر، تمت ترقيته لاحقاً إلى رتبة نقيب وخدم مع فرقة المراقبة السوداء الشهيرة في الحرب الإنجليزية المصرية (1882). ونظيراً لمساهمته في اقتحام تحصينات المتمردين في تل الكبير، فاز بأول وسام له ونجمة وخديوي. تم ذكره لأول مرة في النشرات كمساعد قائد عسكري وقائد معسكر خلال حملته مع بعثة النيل في 1884 و 1885. لعب دورًا نشطًا مع قوات الحدود المصرية وفاز بدرجة الخدمة المتميزة في الاشتباك في جينيس، كما كان حاضرًا في معركة بمزايح عام 1888 حيث تم تعيينه برتبة مقدم. خدم في معركة أم درمان بقيادة اللواء الثاني. قاد شخصيا المسيرة في قصر خليفة. في عام 1897 تم تعيينه محافظًا للنوبة وفي عام 1898 عُين محافظًا لأم درمان.

### حرب الاستقلال الأيرلندية
اشتهر ماكسويل بمحاكماته المثيرة للجدل لعام 1916 في ثورة عيد الفصح في أيرلندا. بعد اندلاعها في 24 أبريل 1916، أعلن اللورد الملازم اللورد ويمبورن قانون الأحكام العرفية لمدينة ومقاطعة دبلن، لكن الحكومة البريطانية في نفس الوقت اتخذت تدابير للسماح بمحاكمة عسكرية للأشخاص الذين ينتهكون قانون الدفاع عن العالم (DORA)، الذي تم تمريره في 8 أغسطس 1914.
وصل ماكسويل إلى أيرلندا يوم الجمعة 28 أبريل مع جيش من 16 ألف جندي «كحاكم عسكري» بـ «سلطات عامة» بموجب قانون الأحكام العرفية، ليحل محل لوفيك فريند كقائد عسكري بريطاني أساسي في أيرلندا. بعد ذلك، بدأ التعامل مع التمرد في ظل فهمه لقانون الأحكام العرفية. خلال الأسبوع من 2 إلى 9 مايو، كان ماكسويل المسؤول الوحيد عن المحاكمات والعقوبات من قبل «المحكمة العسكرية الميدانية الميدانية»، حيث أجريت المحاكمات بدون محامي الدفاع أو أعضاء هيئة المحلفين وفي جلسة مغلقة. وقد اعتقل 3400 شخص وحوكم 183 مدنياً، وحكم على 90 منهم بالإعدام. تم إطلاق النار على خمسة عشر شخصاً منهم بين 3 و 12 مايو.
أصبح رئيس الوزراء سمو أسكويث وحكومته قلقين بسرعة وسرية الأحداث، وتدخلوا لوقف المزيد من عمليات الإعدام. على وجه الخصوص، كان هناك قلق من عدم تطبيق لوائح DORA للمحاكم العسكرية العامة. دعت هذه اللوائح إلى محكمة كاملة مكونة من ثلاثة عشر عضوًا، وقاض محترف، ومحامي قانوني، وأن تُعقد الإجراءات علنًا، وهي الأحكام التي كان من الممكن أن تمنع بعض عمليات الإعدام. اعترف ماكسويل في تقرير لـ أسكويث في يونيو أن الانطباع السائد بأن القادة قتلوا بدم بارد وبدون محاكمة أدى إلى التعاطف لصالح المتمردين، وكان نتيجة الخلط بين تطبيق DORA على عكس الأحكام العرفية (التي طبقها ماكسويل بالفعل من البداية). ونتيجة لذلك، تم تخفيف عقوبة الإعدام لبقية الثوار إلى السجن مدى الحياة. على الرغم من وعد أسكويث بنشر إجراءات المحاكمة العسكرية، لم يتم نشر النصوص حتى عام 1999.